# FL (航空機)
ベル XFL-1 エアラボニータ
XFL-1
- 用途：戦闘機
- 分類：試作艦上戦闘機
- 製造者：ベル・エアクラフト社
- 運用者：アメリカ海軍
- 初飛行：1940年5月13日
- 生産数：1機
- 生産開始：1940年
- 運用開始：1941年2月
- 退役：不採用
- ユニットコスト：125,000ドル[1]

XFL エアラボニータ（Bell XFL Airabonita）は、ベル社がアメリカ海軍向けに製作した艦上戦闘機である。陸軍向けに制作したP-39エアラコブラ戦闘機の海軍向け版であるが、試作のみで量産はされなかった。

## 概要
XFLは、同時期に開発されていたP-39と同等の機体であり、使用エンジン(アリソンV-1710・レシプロエンジン)が同じで、インテイク・エンジン配置も胴体中央部と同じである。エンジンは、長さ3.2 mの延長軸を通して機首の3翅プロペラに連結している。武装は、プロペラ軸内に37 mm機銃または12.7 mm機銃を装備でき、ほかに7.62 mm機銃2 門を装備していた。
P-39と異なる箇所は、着陸装置に関する部分である。P-39は前輪式の着陸脚であるが、XFLは尾輪式となり着艦フックも装備されている。着艦進入時の操作性向上のために、キャノピーの変更や主翼の改良も行われた。
開発契約は1938年に締結され、初飛行は1940年5月13日に行われた。海軍への納入はエンジンに起因する問題のために、1941年2月までずれ込んだ。海軍は「XFL-1」の名称で試験を行ったものの、重量が計画時より過大となったこと、方向安定性が不足したことなどにより、1941年12月までに不採用を決定した。製造も1機のみで終了した。

## 要目
- 全長：9.07 m
- 全高：3.89 m
- 全幅：10.67 m
- 自重：2,341 kg

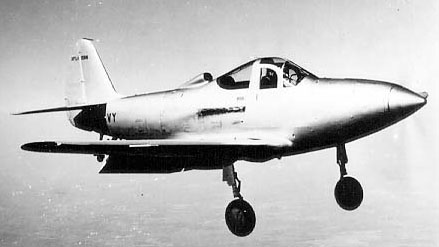
XFL-1

- エンジン：アリソン V-1710 液冷式レシプロエンジン（1,150 馬力）1 基
- 最大速度：464 km/h
- 航続距離：1,725 km
- 乗員：1 名
- 武装：37 mmまたは12.7 mm機銃1 門、7.62 mm機銃2 門